# Ilheu
Ilheu (gaskognisch Ilhèu) ist eine französische Gemeinde mit 53 Einwohnern (Stand 1. Januar 2022) im Département Hautes-Pyrénées in der Region Okzitanien; sie gehört zum Arrondissement Bagnères-de-Bigorre und zum Gemeindeverband Neste Barousse. Seine Bewohner nennen sich Ilhous/Ilhouses.

## Geografie
Ilheu liegt in den Pyrenäen, 22 Kilometer südöstlich der Stadt Lannemezan im Osten des Départements Hautes-Pyrénées. Die Gemeinde besteht aus dem Dorf Ilheu sowie drei Einzelgehöften. Weite Teile der Gemeinde sind Bergland und bewaldet. Höchster Punkt der Gemeinde ist der Cap de Picon.

## Geschichte
Der Ort wurde um 1235/1236 erstmals als Illeu in Unterlagen aus Bonnefont erwähnt. Im Mittelalter lag der Ort innerhalb der Grafschaft Barousse in der Region Armagnac, die ein Teil der Provinz Gascogne war. Die Gemeinde gehörte von 1793 bis 1801 zum District La Barthe. Zudem lag Ilheu von 1793 bis 2015 im Kanton Mauléon-Barousse|. Die Gemeinde ist seit 1801 dem Arrondissement Bagnères-de-Bigorre zugeteilt.

## Bevölkerungsentwicklung
| Jahr                       | 1962 | 1968 | 1975 | 1982 | 1990 | 1999 | 2006 | 2014 | 2020 |
| Einwohner                  | 36   | 33   | 31   | 23   | 19   | 39   | 40   | 38   | 48   |
| Quellen: Cassini und INSEE |      |      |      |      |      |      |      |      |      |

## Sehenswürdigkeiten

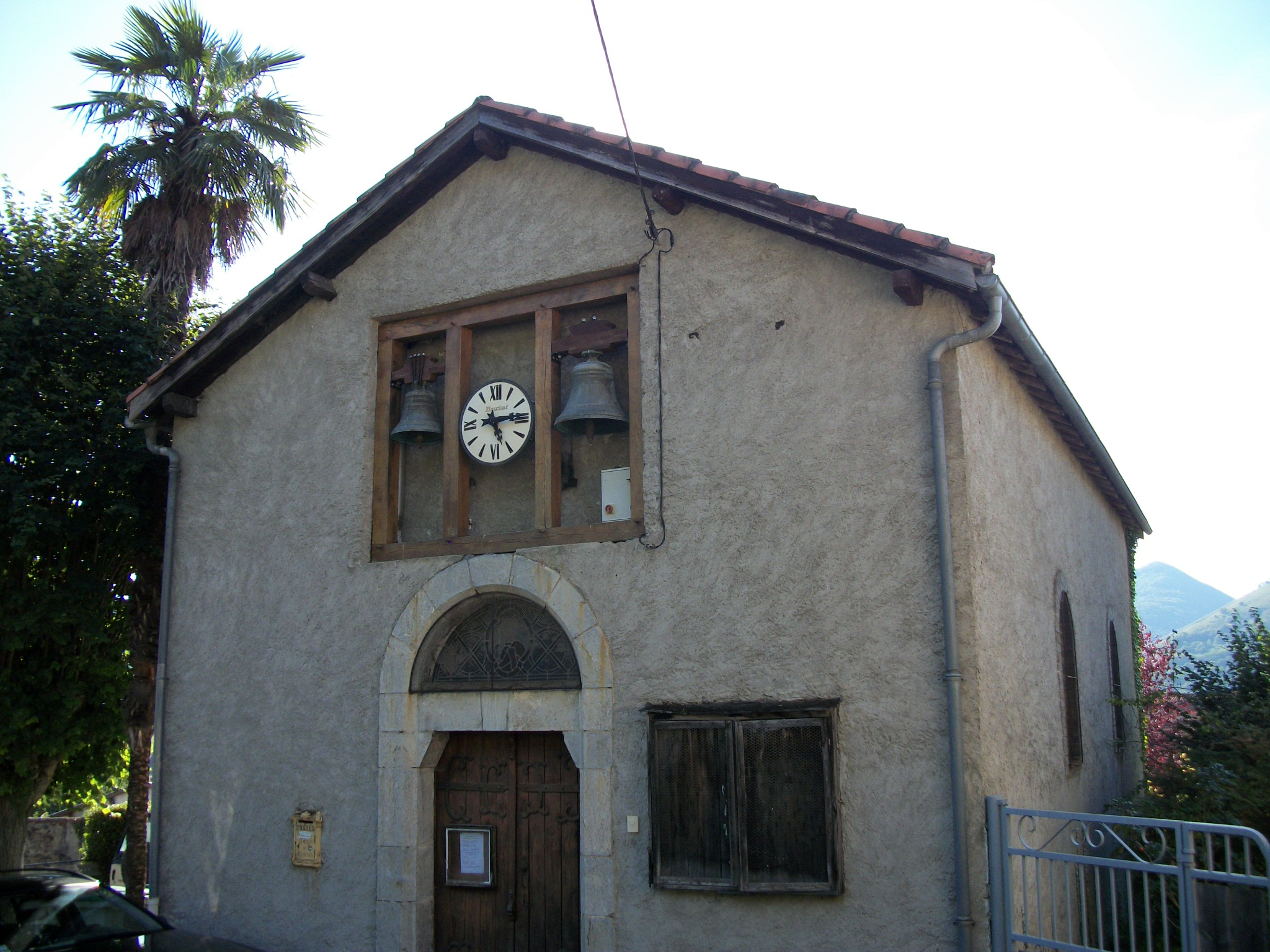
Kirche Saints-Cyr-et-Juliette
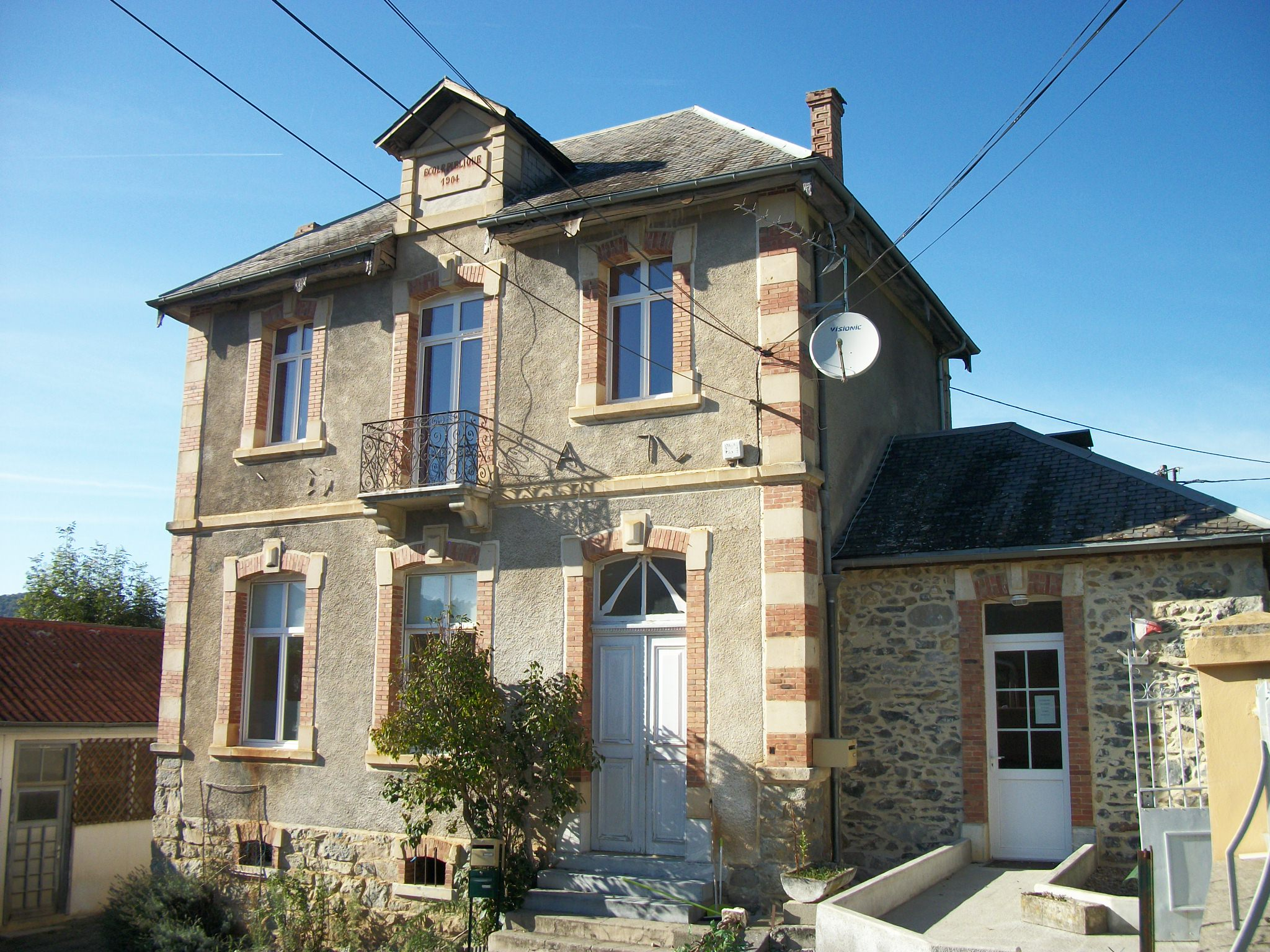
Rathaus (mairie)

- Wegkreuz nördlich des Dorfs
- Gedenkplatte für die Gefallenen[1]

- Kirche Saints-Cyr-et-Juliette
- Rathaus (mairie)